# اللجنة الأولمبية البوليفية
اللجنة الأولمبية البوليفية ( Comité Olímpico Boliviano - COB) هي لجنة وطنية تمثل بوليفيا في اللجنة الأولمبية الدولية (IOC)، ومنظمة الرياضة للبلدان الأمريكية (PASO)، ورابطة اللجان الأولمبية الوطنية (ANOC)، ومنظمة الرياضة لأمريكا الجنوبية (ODESUR). تم إنشاء اللجنة عام 1932 واعتُرف بها من قبل اللجنة الأولمبية الدولية عام 1936. يقع مقرها في لاباز، بوليفيا.

## الاتحادات الأعضاء
الاتحادات الوطنية البوليفية هي المنظمات التي تقوم بتنسيق كافة جوانب رياضاتها الفردية. فهي مسؤولة عن التدريب والمنافسة وتطوير الرياضات. يوجد حاليًا 19 اتحادًا للرياضات الأولمبية الصيفية واتحاد واحد للرياضات الشتوية في بوليفيا.

## وسائل التواصل الاجتماعي
تتواجد اللجنة على وسائل التواصل الاجتماعي، حيث يدير المكتب الصحفي للجنة صفحة رسمية على الفيسبوك  وحساب على إكس.